# Ribeirão Itoupava Alto
Ribeirão Itoupava Alto är ett vattendrag i Brasilien.   Det ligger i delstaten Santa Catarina, i den södra delen av landet, 1 200 km söder om huvudstaden Brasília.
I omgivningarna runt Ribeirão Itoupava Alto växer i huvudsak städsegrön lövskog. Runt Ribeirão Itoupava Alto är det tätbefolkat, med 659 invånare per kvadratkilometer.